# Ärztliche Aufklärung
Die Ärztliche Aufklärung umfasst die Unterrichtung eines Patienten über die Art, den Umfang und die Schwere seiner Erkrankung, die Diagnostik und die möglichen therapeutischen Maßnahmen und deren jeweilige Nutzen und Risiken im Rahmen einer Heilbehandlung. Der Patient muss über sämtliche Umstände aufgeklärt werden, die für seine Einwilligung in die Behandlung wesentlich sind. Dahinter steht das Bild des selbstbestimmten Patienten, der – mit Unterstützung des Arztes – selbst über den Gang seiner Behandlung entscheidet.
Zur Aufklärung ist der Behandelnde selbst verpflichtet. Er kann nach § 630e Abs. 2 Nr. 1 Bürgerliches Gesetzbuch (BGB) die Aufklärung auch durch eine andere Person vornehmen lassen, wenn diese so ausgebildet ist, dass sie die vorgesehene medizinische Maßnahme auch selbst durchführen könnte.

## Selbstbestimmungsaufklärung
Die Selbstbestimmungsaufklärung soll den Patienten eine allgemeine Vorstellung von der Art und dem Schweregrad der Erkrankung und der möglichen Behandlung vermitteln, sowie von den Belastungen und Risiken, die mit geplanten ärztlichen Maßnahmen, aber auch deren Unterlassung verbunden sind. Sie soll ihn in die Lage versetzen, selbst kompetent über die Behandlung zu entscheiden. Dabei wird zwischen Diagnose-, Behandlungs-, Risiko- und Verlaufsaufklärung unterschieden.
- Die „Behandlungsaufklärung“ umfasst die Erläuterung der Art der konkreten Behandlung (etwa Medikation, Injektion, Operation oder Bestrahlung) sowie wirksamer Alternativen und die Erläuterung der Tragweite des Eingriffs, also der Folgen, die aus der Sicht des Patienten für die Frage der Informierten Einwilligung ernsthaft ins Gewicht fallen können.
- Die „Risikoaufklärung“ erfolgt über die Schädigungsrisiken, die mit einer fehlerfreien medizinischen Behandlung möglicherweise verbunden sind. Hierzu gehören Eingriffskomplikationen oder sonstige schädliche Nebenfolgen des Eingriffs genauso wie das Risiko, das mit dem Unterlassen eines Eingriffs verbunden ist.
- Die objektive Beweislast über den Inhalt der „Selbstbestimmungsaufklärung“ liegt beim Arzt. Es liegt daher im Interesse des Arztes, den Inhalt der Aufklärung lückenlos zu dokumentieren und sich dies auch vom Patienten bestätigen zu lassen.

## Verdacht auf Behandlungsfehler
Nach dem Auftreten eines Haftungsschadens, muss der verursachende Behandler gemäß § 630c BGB, entweder auf Nachfrage des Patienten, oder zur Abwendung von Gefahren die aus einer fehlerhaften Behandlung resultieren können, den Patienten über jeden erkennbaren Behandlungsfehler aufklären. Ohne Zustimmung des Behandlers dürfen diese mit dieser Patientenaufklärung verbundenen Eingeständnisse aber weder in Straf-, noch in Bußgeldverfahren gegen den Behandler verwendet werden. Diese Einschränkung gilt nicht für die Verwendung bei der zivilrechtlichen Geltendmachung von materiellen und/oder immateriellen Schadensersatzansprüchen gegen den Behandelnden.

## Sicherungsaufklärung
Unter der Sicherungsaufklärung (therapeutische Aufklärung) versteht man die Aufklärung über das therapiegerechte eigene Verhalten des Patienten. Sie ist in Deutschland in § 630c Abs. 2 BGB unter dem Terminus Informationspflichten gesetzlich normiert. Dem Patienten ist in verständlicher Weise zu Beginn der Behandlung und, soweit erforderlich, in deren Verlauf sämtliche für die Behandlung wesentlichen Umstände zu erläutern, insbesondere die Diagnose, die voraussichtliche gesundheitliche Entwicklung, die Therapie und die zu und nach der Therapie zu ergreifenden Maßnahmen. So ist zum Beispiel auf Unverträglichkeitsrisiken, eine möglicherweise nicht sichere Wirkung des Eingriffs (wie bei Sterilisation) oder auf eine ärztlicherseits anzuratende Änderung der Lebensführung hinzuweisen. Die Sicherungsaufklärung soll dem Patienten ein gesundheitsförderndes eigenes Verhalten ermöglichen (etwa körperliche Schonung nach einer Operation) und ihn auch vor Folgen ungesunden Verhaltens warnen. Die Sicherungsaufklärung ist eine therapeutische Pflicht, deren Versäumnis oder Verletzung als grober Behandlungsfehler zu werten ist. Sie berührt die Wirksamkeit der Einwilligung nicht.

## Rechtliche Aspekte im Krankenhaus
Der Krankenhausträger und die Chefärzte müssen durch geeignete Richtlinien, Anleitung und Kontrolle dafür sorgen, dass die ärztlichen Aufklärungspflichten eingehalten werden.
Das Krankenhaus darf seinen Ärzten nicht freistellen, wann und wie sie aufklären. Es muss die Art und Weise der Aufklärung festlegen und darauf hinweisen, dass
- die Aufklärung mündlich stattfinden muss und Aufklärungsformulare nur als Merkblatt zur Vorbereitung oder Ergänzung des Aufklärungsgesprächs benutzt werden dürfen,
- die Aufklärung rechtzeitig und patientenbezogen stattfinden muss,
- auf besondere Risiken hinzuweisen ist und
- dies individuell dokumentiert werden muss.

Dem Patienten sind nach § 630e Abs. 2  BGB Kopien der Dokumente auszuhändigen, die er im Rahmen der Aufklärung oder der Einwilligung unterzeichnet hat. Der Patient kann hierauf verzichten, wenn er auf das Recht eine Kopie zu erhalten hingewiesen wurde. Eine formularmäßige Verzichtserklärung, z. B. zum Ankreuzen durch den Patienten, wird hierfür nicht empfohlen.

## Aufklärung und Dokumentation
§ 630e BGB, der durch das Gesetz zur Verbesserung der Rechte von Patientinnen und Patienten neu eingeführt wurde, präzisiert die Aufklärungspflicht des Arztes oder Zahnarztes. Der Patient muss über sämtliche für die Einwilligung wesentlichen Umstände aufgeklärt werden, insbesondere über Art, Umfang, Durchführung, zu erwartende Folgen und Risiken der Maßnahme sowie ihre Notwendigkeit, Dringlichkeit, Eignung und Erfolgsaussichten im Hinblick auf die Diagnose oder die Therapie. Bei der Aufklärung ist auch auf Alternativen zur Maßnahme hinzuweisen, wenn mehrere medizinisch gleichermaßen indizierte und übliche Methoden zu wesentlich unterschiedlichen Belastungen, Risiken oder Heilungschancen führen können.
Ferner ist vorgeschrieben, dass die Aufklärung mündlich, persönlich und rechtzeitig vor einem Eingriff zu erfolgen hat, damit der Patient über seine Entscheidung ausreichend nachdenken kann. Daraus entsteht ein erhöhter Dokumentationsaufwand. Eine Abschrift der im Rahmen der Aufklärung und Einwilligung unterzeichneten Aufklärungsbögen ist auszuhändigen (Aushändigungspflicht). Die Aufklärung käme zu spät, wenn sie beispielsweise unmittelbar vor einem erheblichen, insbesondere risikobehafteten Eingriff erfolgen würde. Hierzu gibt es Ausnahmen, beispielsweise bei einer unaufschiebbaren Operation oder einer lebensrettenden Erstversorgung nach einem Unfall, sofern die Einwilligung des Patienten angenommen werden kann.

### Nachweis der Aufklärung
Das OLG München hat bestätigt, dass der Nachweis einer ordnungsgemäßen Aufklärung erbracht ist, wenn der aufklärende Arzt seine ständige Aufklärungspraxis nachvollziehbar erläutert. Es dürften im Hinblick auf die Waffengleichheit im Arzthaftungsprozess keine unbilligen oder übertriebenen Anforderungen gestellt werden. Es kann nicht verlangt werden, dass sich der Arzt im Detail an das konkrete Aufklärungsgespräch erinnert und dieses in Einzelheiten zu schildern vermag, vielmehr kann eine schlüssige, glaubhafte Schilderung einer ständigen Aufklärungspraxis – ggf. im Zusammenhang mit weiteren Anhaltspunkten – genügen. Erinnert sich jedoch der Arzt nicht mehr konkret an das geführte Aufklärungsgespräch und kann er die Durchführung eines solchen Gespräches nicht nachvollziehbar nachweisen (ständige Aufklärungspraxis, vom Patienten unterzeichneter Aufklärungsbogen, Eintragungen in der Karteikarte) ist allein der Nachweis eines „üblichen“ Inhalts eines Aufklärungsgespräches nicht ausreichend, um eine ordnungsgemäße Aufklärung zu beweisen.
Der Bundesgerichtshof (BGH) hat gleichlautend im Zusammenhang mit § 823 BGB Ärzten den Nachweis einer korrekten Aufklärung ihrer Patienten erheblich erleichtert. Auch wenn der Arzt sich nicht an das konkrete Gespräch erinnern kann, sollen die Gerichte seiner schlüssigen Darstellung eher glauben als der Erinnerung des Patienten. Das Gericht darf seine Überzeugungsbildung gemäß § 286 ZPO auf die Angaben des Arztes über eine erfolgte Risikoaufklärung stützen, wenn seine Darstellung in sich schlüssig und „einiger“ Beweis für ein Aufklärungsgespräch erbracht ist. Dies gilt auch dann, wenn der Arzt erklärt, ihm sei das strittige Aufklärungsgespräch nicht im Gedächtnis geblieben. Das unterzeichnete Einwilligungsformular ist – sowohl in positiver als auch in negativer Hinsicht – ein Indiz für den Inhalt des Aufklärungsgesprächs.

## Rechtlicher Grundgedanke
Jeder Eingriff in den menschlichen Körper erfüllt juristisch den objektiven Tatbestand der Körperverletzung. Der Eingriff bedarf deshalb der Einwilligung des Patienten, um gerechtfertigt und damit nicht strafbar zu sein. Eine, bereits im 16. Jahrhundert diskutierte, auch im 17., etwa von Rodrigo de Castro, und im 19. Jahrhundert häufiger geforderte, die Aufklärung auch über eine schlechte oder infauste Prognose einschließende, Einwilligung des Patienten ist aber nur dann wirksam, wenn er die wesentlichen Umstände des Eingriffes kennt, seine Notwendigkeit und seine Risiken verstanden hat und er in der Lage gewesen ist, das Für und Wider genau zu beurteilen und gegeneinander abzuwägen. Um dies zu gewährleisten, muss der Patient über die Risiken und Gründe aufgeklärt werden. Je invasiver der Eingriff ist, desto ausführlicher muss die Aufklärung sein, je weniger dringend der Eingriff ist, desto größere Anforderungen sind an die Aufklärungspflicht zu stellen.
Die Selbstbestimmungsaufklärung soll dem Patienten ermöglichen, Art, Bedeutung, Ablauf und Folgen einer Behandlung zwar nicht in allen Einzelheiten, aber doch in den Grundzügen zu verstehen, um eine informierten Risikoabwägung zu treffen. In diesem Rahmen ist der Patient auch über seine nicht ganz außer Wahrscheinlichkeit liegenden Risiken zu unterrichten, d. h., der Arzt muss auch auf typische, wenn auch seltene, Risiken hinweisen, um dem Patienten die Entscheidung darüber zu überlassen, ob er etwaige Gefahren für seine Gesundheit auf sich nehmen will.
Bestehen für den Eingriff aus medizinischer Sicht keine Dringlichkeit oder überhaupt keine zwingende Indikation, müssen auch wenig wahrscheinliche Risiken mit dem Patienten besprochen werden. Der Arzt muss dem Patienten die Gründe und Gegengründe eingehend auseinandersetzen.

## Urteil des Bundesgerichtshofs
Der Bundesgerichtshof hat am 5. November 2024 entschieden, dass die ärztliche Aufklärung mündlich stattfinden muss. Sie darf nur ergänzend auf schriftliche Unterlagen verweisen. Der für eine selbstbestimmte Entscheidung der Patienten zu vermittelnde Inhalt – insbesondere zu schwerwiegenden und seltenen Risiken –  muss stets mündlich mitgeteilt werden. Eine wirksame Patienteneinwilligung erfordere es, Patienten zumindest „im Großen und Ganzen“ über Chancen und Risiken der Behandlung aufzuklären und ihnen dadurch eine allgemeine Vorstellung vom Ausmaß der mit dem Eingriff verbundenen Gefahren zu vermitteln. Auch Rückfragen sollten gestellt werden können, so dass die Aufklärung nicht auf einen lediglich formalen Merkposten innerhalb eines Aufklärungsbogens reduziert wird. Nur dann könnten Ärzte Verständnisprobleme, Fehlvorstellungen, aber auch Ängste erkennen und auf diese unmittelbar und individuell reagieren. Nur zur Wiederholung des Gesagten oder zur bildlichen Darstellung etwa dürfe auf schriftliche Unterlagen Bezug genommen werden. Diese müssten jedoch für das grundsätzliche Verständnis der Risiken entbehrlich sein.